# Пульт Ґвенді
«Пульт Ґвенді» — повість жахів американських письменників Стівена Кінга і Річарда Чізмара, про вихід якої було оголошено в журналі «Entertainment Weekly» 28 лютого 2017 року..
Американське видання, що вийшло у видавництві «Cemetery Dance», містило ілюстрації Кіта Мінніона (англ. Keith Minnion). Французьке видання, що вийшло у «Le Livre de Poche» у вересні 2018 року, мало абсолютно нові ілюстрації від того ж художника.
Сиквел «Чарівне перо Ґвенді» написав тільки Річард Чизмар, очікує виходу в листопаді 2019 року.

## Сюжет
Історія відбувається у вигаданому містечку Кінга — Касл-Року, в 1974 році. Дванадцятирічна Ґвенді Петерсон щодня піднімається по крутих сходах у надії позбутися зайвої ваги, і одного разу вона зустрічає незнайомця в темному одязі та чорному капелюсі, який дає їй магічний пристрій — кнопковий пульт, при натисканні на який з'являються шоколадні звірята і срібні монети. У місті відбуваються страшні події, але завдяки цьому пульту дівчина може їм запобігти. Пізніше Ґвенді розуміє, що пульт також може впливати на події в світі.

## Концепція
«У мене була історія, яку я не зміг закінчити, і [Чізмар] показав мені шлях додому зі стилем і хизуванням», — сказав Кінг у повідомленні. Описуючи процес написання, Річард Чізмар сказав: «Стів відправив мені перший шматок новели. Я додав зовсім небагато і повернув його назад. Він зробив пас, а потім повернув до мене для ще одного пасу. Потім ми зробили те ж саме заново — ще по одній чернетці кожен. Далі ви знаєте — у нас була повнометражна новела на руках. Ми мали можливість вільно переписувати тексти один одного та додати нові ідеї та персонажів. Весь процес зайняв близько місяця».

## Видання українською
- Стівен Кінг, Річард Чізмар. Пульт Ґвенді. — Переклад з англійської: Б. Превіра. — Харків : Клуб сімейного дозвілля, 2017. — 156 p. — 6000 прим. — ISBN 978-617-12-3921-0.